# Saison 1952-1953 du Stade rennais UC
Maillots
Chronologie
Saison précédente Saison suivante
La saison 1952-1953 du Stade rennais Université Club débute le 24 août 1952 avec la première journée du Championnat de France de Division 1, pour se terminer le 7 juin 1953 avec une relégation en Division 2 concédée après deux défaites en matchs de barrage.
Le Stade rennais UC est également engagé en Coupe de France. Éliminé dès les trente-deuxièmes de finale, il est ensuite reversé en Coupe Charles Drago.

## Résumé de la saison
Bouleversement majeur à l'intersaison au sein du Stade rennais. François Pleyer, entraîneur de l'équipe première depuis 1945, est remercié. Plusieurs joueurs, dont Prouff et Grumellon, s'élèvent contre son départ, mais ne sont pas entendus. Pour le remplacer, il est fait appel à Salvador Artigas, de retour d'Espagne trois ans après son départ. À l'instar de Pleyer, Artigas prendra occasionnellement la casquette d'entraîneur-joueur, faisant quelques piges au milieu ou en défense lorsque le besoin se fera sentir. Comme si cela ne suffisait pas, le mois de septembre voit le départ de la présidence de Marcel Delisle, vite remplacé par M. Florio. Marcel Delisle était en place depuis 1946.
L'effectif rennais est lui aussi largement remanié. Une nouvelle fois, Jean Prouff quitte le club. Il ira tenir le rôle d'entraîneur-joueur à Caen. Le prolifique buteur Jean Grumellon part également, de même que son ancien compère d'attaque Juan Callichio et l'ancien titulaire dans les buts Guy Rouxel. Côté arrivées, le bilan rattrape difficilement celui des départs. Artigas emmène dans ses bagages un ancien coéquipier, Patricio Eguidazu alors que Roger Vialleron arrive de Monaco. Pour le reste, le club reste fidèle à sa politique régionaliste en faisant venir quelques jeunes talents bretons, comme Jacques Poulain ou Marcel Abautret.
Le début de saison rennais est loin d'être mauvais, même si des premiers signes inquiétants apparaissent en novembre. Souvent en difficulté à l'extérieur, les hommes d'Artigas compensent par de bons résultats à domicile pour rester en position confortable au classement. Ils pointent même au pied du podium le 7 décembre après une victoire sur Le Havre.
Là commencera leur chute progressive vers les profondeurs du classement. À la sortie de l'hiver, les Rennais semblent déjà résignés à devoir rester dans le "ventre mou". Un printemps catastrophique plus tard, et ils se retrouvent en position délicate pour le maintien. Le 19 avril, ils entrent finalement dans la zone de relégation, pointant en avant-dernière place après une défaite à Saint-Étienne. Invaincus lors des trois rencontres suivantes, les Rennais semblent se reprendre, mais une dernière défaite à Reims les condamne à jouer les barrages.
Seizième de Division 1, le Stade rennais retrouve en face le troisième de Division 2, relégué la saison précédente, le RC Strasbourg. À l'aller, un triplé de Roger Quenolle aura déjà raison des espoirs rennais (défaite 0 - 4), enfouis définitivement une semaine plus tard avec une seconde défaite (1 - 3). Quatorze ans après son dernier passage à ce niveau, le Stade rennais est relégué en Deuxième division.
En coupes, le bilan n'est pas plus flatteur. Le Stade rennais est éliminé dès son entrée en Coupe de France par les modestes amateurs du SC Draguignan, vice-champion de France de CFA cette saison-là. Éliminés précocement, les Rennais sont alors reversés dans la nouvelle Coupe Drago. Las, ils sont éliminés dès le premier tour par Nîmes, qui bénéficie de la règle voulant qu'à l'occasion d'un résultat nul l'équipe visiteur soit déclarée victorieuse. Une saison bien noire pour le Stade rennais.

## Transferts en 1952-1953
| Nom                | Nationalité | Provenance/Destination    |
| Arrivées           |             |                           |
| Marcel Abautret    | France      | Phalange d'Arvor Quimper  |
| Salvador Artigas   | Espagne     | Real Sociedad             |
| Patricio Eguidazu  | Espagne     | Real Sociedad             |
| Frédéric Guilbert  | France      | Stade rennais UC amateurs |
| Robert Ponceau     | France      | Stade rennais UC amateurs |
| Jacques Poulain    | France      | US Saint-Malo             |
| Roger Vialleron    | France      | AS Monaco                 |
| Départs            |             |                           |
| Juan Callichio     | Argentine   | Red Star                  |
| Esteban Gomez      | Espagne     | AS Troyenne et Savinienne |
| Jean Grumellon     | France      | OGC Nice                  |
| Alain Lachèze      | France      | SC Nazairien              |
| Hervé Ledan        | France      | Roscoff                   |
| Francis Leseignoux | France      | arrêt                     |
| Jean Prouff        | France      | Stade Malherbe de Caen    |
| Noël Quiniou       | France      | AS Marine d'Oran          |
| Guy Rouxel         | France      | Toulouse FC               |
| Ernesto Sandroni   | Italie      | arrêt                     |
| André Sorel        | France      | arrêt                     |

## L'effectif de la saison
| Poste¹ | Nat.² | Nom                | Naissance         | Sélection³ | Championnat | Championnat | Coupe France | Coupe France | Coupe Drago | Coupe Drago | Total Saison | Total Saison |
| Poste¹ | Nat.² | Nom                | Naissance         | Sélection³ | M           | But inscrit | M            | But inscrit  | M           | But inscrit | M            | But inscrit  |
| ------ | ----- | ------------------ | ----------------- | ---------- | ----------- | ----------- | ------------ | ------------ | ----------- | ----------- | ------------ | ------------ |
| A      | FRA   | Marcel Abautret    | 14 février 1926   | -          | 14          | 0           | 0            | 0            | 1           | 0           | 15           | 0            |
| D      | ESP   | Salvador Artigas   | 20 février 1914   | -          | 9           | 1           | 0            | 0            | 0           | 0           | 9            | 1            |
| D      | FRA   | René Besse         | 2 juillet 1921    | B          | 16          | 1           | 0            | 0            | 0           | 0           | 16           | 1            |
| A      | FRA   | Jean Combot        | 19 novembre 1928  | B          | 0           | 0           | 0            | 0            | 0           | 0           | 0            | 0            |
| M      | FRA   | Jean Cueff         | 6 novembre 1931   | -          | 20          | 0           | 0            | 0            | 0           | 0           | 20           | 0            |
| D      | ESP   | Patricio Eguidazu  | 8 novembre 1919   | -          | 22          | 1           | 1            | 0            | 1           | 0           | 24           | 1            |
| D      | FRA   | Maurice Guénard    | 5 mars 1926       | -          | 1           | 0           | 0            | 0            | 0           | 0           | 1            | 0            |
| A      | FRA   | Frédéric Guilbert  | 13 septembre 1933 | -          | 2           | 0           | 0            | 0            | 0           | 0           | 2            | 0            |
| A      | FRA   | Paul Le Dren       | 25 janvier 1929   | -          | 32          | 2           | 1            | 0            | 0           | 0           | 33           | 2            |
| A      | FRA   | Alphonse Le Gall   | 6 octobre 1931    | -          | 32          | 12          | 1            | 0            | 1           | 1           | 34           | 13           |
| A      | FRA   | Joseph Le Page     | 1er mars 1927     | -          | 7           | 1           | 0            | 0            | 1           | 1           | 8            | 2            |
| D      | FRA   | Robert Lemaître    | 7 mars 1929       | -          | 35          | 0           | 1            | 0            | 1           | 0           | 37           | 0            |
| A      | FRA   | Bernard Maiseau    | 10 août 1928      | -          | 25          | 5           | 0            | 0            | 1           | 0           | 26           | 5            |
| A      | FRA   | Marcel Mansat      | 7 décembre 1924   | B          | 14          | 1           | 1            | 0            | 1           | 0           | 16           | 1            |
| A      | FRA   | René-Bernard Munoz | 10 septembre 1929 | -          | 4           | 0           | 0            | 0            | 0           | 0           | 4            | 0            |
| A      | GRE   | Frédéric Nikitis   | 6 juin 1922       | -          | 14          | 0           | 1            | 0            | 1           | 1           | 16           | 1            |
| A      | YOU   | Spasoje Nikolić    | 6 mai 1922        | A          | 9           | 2           | 1            | 0            | 0           | 0           | 10           | 2            |
| D      | FRA   | Justo Nuevo        | 14 mai 1922       | B          | 36          | 1           | 1            | 0            | 1           | 0           | 38           | 1            |
| G      | FRA   | Louis Pinat        | 12 août 1929      | B          | 33          | 0           | 1            | 0            | 1           | 0           | 35           | 0            |
| G      | FRA   | Robert Ponceau     | 2 décembre 1926   | -          | 3           | 0           | 0            | 0            | 0           | 0           | 3            | 0            |
| A      | FRA   | Jacques Poulain    | 6 août 1932       | -          | 17          | 3           | 1            | 0            | 0           | 0           | 18           | 3            |
| D      | FRA   | Maurice Sellin     | 21 février 1920   | -          | 3           | 0           | 0            | 0            | 0           | 0           | 3            | 0            |
| D      | FRA   | Yves Toupel        | 25 décembre 1932  | -          | 0           | 0           | 0            | 0            | 0           | 0           | 0            | 0            |
| A      | FRA   | Ernest Vaast       | 28 octobre 1922   | A          | 24          | 5           | 0            | 0            | 0           | 0           | 24           | 5            |
| M      | FRA   | Roger Vialleron    | 16 janvier 1926   | -          | 24          | 2           | 1            | 0            | 1           | 0           | 26           | 2            |

- 1 : G, Gardien de but ; D, Défenseur ; M, Milieu de terrain ; A, Attaquant
- 2 : Nationalité sportive, certains joueurs possédant une double-nationalité
- 3 : sélection la plus élevée obtenue

## Équipe-type
Il s'agit de la formation la plus courante rencontrée en championnat.

## Les rencontres de la saison

### Liste
| Match | Date         | Compétition     | Tour           | Adversaire     | Lieu ¹ | Score | Class. | Buteurs pour le Stade rennais |
| ----- | ------------ | --------------- | -------------- | -------------- | ------ | ----- | ------ | ----------------------------- |
| 1     | 24 août      | Division 1      | 1              | RC Paris       | E      | 0–2   | 18     |                               |
| 2     | 31 août      | Division 1      | 2              | Bordeaux       | D      | 1–0   | 13     | Nikolić                       |
| 3     | 7 septembre  | Division 1      | 3              | Marseille      | E      | 2-2   | 9      | Le Dren Scotti (csc)          |
| 4     | 11 septembre | Division 1      | 4              | Nancy          | E      | 2–1   | 9      | Le Gall Maiseau               |
| 5     | 14 septembre | Division 1      | 5              | Nîmes          | D      | 2–0   | 5      | Le Gall Maiseau               |
| 6     | 21 septembre | Division 1      | 6              | Nice           | E      | 1-3   | 8      | Maiseau                       |
| 7     | 28 septembre | Division 1      | 7              | Roubaix        | D      | 3-2   | 5      | Maiseau Vaast Le Page         |
| 8     | 9 octobre    | Division 1      | 8              | Sochaux        | D      | 1–1   | 5      | Le Dren                       |
| 9     | 12 octobre   | Division 1      | 9              | Lens           | E      | 0–5   | 8      |                               |
| 10    | 26 octobre   | Division 1      | 10             | Sète           | D      | 3–0   | 5      | Le Gall Vaast                 |
| 11    | 2 novembre   | Division 1      | 11             | Montpellier    | E      | 2–2   | 6      | Le Gall Maiseau               |
| 12    | 9 novembre   | Division 1      | 12             | Stade français | D      | 0-0   | 6      |                               |
| 13    | 23 novembre  | Division 1      | 13             | Saint-Étienne  | D      | 0-1   | 9      |                               |
| 14    | 30 novembre  | Division 1      | 14             | Lille          | E      | 1–1   | 6      | Le Gall                       |
| 15    | 7 décembre   | Division 1      | 15             | Le Havre       | D      | 2–0   | 4      | Le Gall Poulain               |
| 16    | 14 décembre  | Division 1      | 16             | Metz           | E      | 1-2   | 8      | Le Gall                       |
| 17    | 21 décembre  | Division 1      | 17             | Reims          | D      | 0-1   | 10     |                               |
| 18    | 28 décembre  | Division 1      | 18             | RC Paris       | D      | 1–0   | 8      | Le Gall                       |
| 19    | 4 janvier    | Division 1      | 19             | Bordeaux       | E      | 0–7   | 9      |                               |
| 20    | 11 janvier   | Division 1      | 20             | Marseille      | D      | 3–1   | 9      | Mansat Poulain                |
| 21    | 18 janvier   | Coupe de France | 1/32 finale    | Draguignan     | N      | 0-1   | 0-1    |                               |
| 22    | 25 janvier   | Division 1      | 21             | Nancy          | D      | 0-1   | 9      |                               |
| 23    | 1er février  | Division 1      | 22             | Nîmes          | E      | 0–2   | 9      |                               |
| 24    | 8 février    | Coupe Drago     | 1er tour       | Nîmes          | D      | 3-3   | 3-3    | Nikitis Le Gall Le Page       |
| 25    | 15 février   | Division 1      | 23             | Nice           | D      | 0–0   | 10     |                               |
| 26    | 22 février   | Division 1      | 24             | Roubaix        | E      | 2-3   | 10     | Eguidazu Vaast                |
| 27    | 8 mars       | Division 1      | 25             | Sochaux        | E      | 0-2   | 13     |                               |
| 28    | 15 mars      | Division 1      | 26             | Lens           | D      | 3–2   | 10     | Le Gall Nikolić Vaast         |
| 29    | 22 mars      | Division 1      | 27             | Sète           | E      | 0-2   | 13     |                               |
| 30    | 5 avril      | Division 1      | 28             | Montpellier    | D      | 0–1   | 15     |                               |
| 31    | 12 avril     | Division 1      | 29             | Stade français | E      | 0-2   | 15     |                               |
| 32    | 19 avril     | Division 1      | 30             | Saint-Étienne  | E      | 0–1   | 17     |                               |
| 33    | 3 mai        | Division 1      | 31             | Lille          | D      | 1-1   | 16     | Vaast                         |
| 34    | 10 mai       | Division 1      | 32             | Le Havre       | E      | 1–1   | 16     | Artigas                       |
| 35    | 17 mai       | Division 1      | 33             | Metz           | D      | 4–2   | 14     | Besse Vialleron Le Gall       |
| 36    | 24 mai       | Division 1      | 34             | Reims          | E      | 1–5   | 16     | Vialleron                     |
| 37    | 31 mai       | Barrage aller   | Barrage aller  | Strasbourg     | N      | 0–4   | 0–4    |                               |
| 38    | 7 juin       | Barrage retour  | Barrage retour | Strasbourg     | N      | 1–3   | 1–3    | Nuevo                         |

- 1 N : terrain neutre ; D : à domicile ; E : à l'extérieur ; drapeau : pays du lieu du match international

## Bilan des compétitions
| Compétition         | Vainqueur final | Débute au tour | Place ou tour final | Première rencontre | Dernière rencontre | Nombre |
| ------------------- | --------------- | -------------- | ------------------- | ------------------ | ------------------ | ------ |
| Division 1          | Stade de Reims  | 1re journée    | 16e                 | 24 août 1952       | 7 juin 1953        | 36     |
| Coupe de France     | Lille OSC       | 1/32 de finale | 1/32 de finale      | 18 janvier 1953    | 18 janvier 1953    | 1      |
| Coupe Charles Drago | FC Sochaux      | Premier tour   | Premier tour        | 8 février 1953     | 8 février 1953     | 1      |

### Division 1

#### Classement
| Rang | Équipe            | Pts | J  | G  | N  | P  | Bp | Bc | Diff |
| ---- | ----------------- | --- | -- | -- | -- | -- | -- | -- | ---- |
| 13   | Nice              | 29  | 34 | 12 | 5  | 17 | 49 | 57 | -8   |
| 14   | Le Havre          | 29  | 34 | 11 | 7  | 16 | 47 | 63 | -16  |
| 15   | Roubaix-Tourcoing | 28  | 34 | 9  | 10 | 15 | 42 | 49 | -7   |
| 16   | Rennes            | 28  | 34 | 10 | 8  | 16 | 37 | 56 | -19  |
| 17   | RC Paris          | 28  | 34 | 11 | 6  | 17 | 40 | 64 | -24  |
| 18   | Montpellier       | 25  | 34 | 8  | 9  | 17 | 43 | 67 | -24  |

- 16 : Barragiste avec le 3e de Division 2
- 17 et 18 : Relégation en Division 2

#### Résultats
| Total  | Total  | Total | Total | Total | Total | Total | Total | Domicile | Domicile | Domicile | Domicile | Domicile | Domicile | Extérieur | Extérieur | Extérieur | Extérieur | Extérieur | Extérieur |
| Matchs | Points | V     | N     | D     | BP    | BC    | Diff. | V        | N        | D        | BP       | BC       | Diff.    | V         | N         | D         | BP        | BC        | Diff.     |
| ------ | ------ | ----- | ----- | ----- | ----- | ----- | ----- | -------- | -------- | -------- | -------- | -------- | -------- | --------- | --------- | --------- | --------- | --------- | --------- |
| 34     | 28     | 10    | 8     | 16    | 37    | 56    | -19   | 9        | 4        | 4        | 24       | 13       | +11      | 1         | 4         | 12        | 13        | 43        | -30       |

#### Résultats par journée
| Journée   | 01 | 02 | 03 | 04 | 05 | 06 | 07 | 08 | 09 | 10 | 11 | 12 | 13 | 14 | 15 | 16 | 17 | 18 | 19 | 20 | 21 | 22 | 23 | 24 | 25 | 26 | 27 | 28 | 29 | 30 | 31 | 32 | 33 | 34 |
| --------- | -- | -- | -- | -- | -- | -- | -- | -- | -- | -- | -- | -- | -- | -- | -- | -- | -- | -- | -- | -- | -- | -- | -- | -- | -- | -- | -- | -- | -- | -- | -- | -- | -- | -- |
| Terrain   | E  | D  | E  | E  | D  | E  | D  | D  | E  | D  | E  | D  | D  | E  | D  | E  | D  | D  | E  | D  | D  | E  | D  | E  | E  | D  | E  | D  | E  | E  | D  | E  | D  | E  |
| Résultats | D  | V  | N  | V  | V  | D  | V  | N  | D  | V  | N  | N  | D  | N  | V  | D  | D  | V  | D  | V  | D  | D  | N  | D  | D  | V  | D  | D  | D  | D  | N  | N  | V  | D  |
| Points    | 0  | 2  | 3  | 5  | 7  | 7  | 9  | 10 | 10 | 12 | 13 | 14 | 14 | 15 | 17 | 17 | 17 | 19 | 19 | 21 | 21 | 21 | 22 | 22 | 22 | 24 | 24 | 24 | 24 | 24 | 25 | 26 | 28 | 28 |
| Place     | 18 | 13 | 9  | 9  | 5  | 8  | 5  | 5  | 8  | 5  | 6  | 6  | 9  | 6  | 4  | 8  | 10 | 8  | 9  | 9  | 9  | 9  | 10 | 10 | 13 | 10 | 13 | 15 | 15 | 17 | 16 | 16 | 14 | 16 |

Source : Liste des rencontres

Terrain : D = Domicile ; E = Extérieur. Résultat: D = Défaite ; N = Nul ; V = Victoire.